# Blue Chips
Blue Chips is een Amerikaanse dramafilm uit 1994 onder regie van William Friedkin.

## Verhaal
De ploeg van de gevierde basketbaltrainer Pete Bell beleeft een barslecht seizoen. Hij gaat op zoek naar nieuwe spelers, die zijn ploeg uit het slop kunnen halen. Hij moet zich daarom inlaten met de onfrisse kanten van het basketbal.

## Rolverdeling
| Acteur            | Personage    |
| ----------------- | ------------ |
| Nick Nolte        | Pete Bell    |
| Mary McDonnell    | Jenny Bell   |
| J.T. Walsh        | Happy        |
| Ed O'Neill        | Ed           |
| Alfre Woodard     | Lavada McRae |
| Bob Cousy         | Vic          |
| Shaquille O'Neal  | Neon         |
| Anfernee Hardaway | Butch McRae  |
| Matt Nover        | Ricky Roe    |
| Cylk Cozart       | Slick        |
| Anthony C. Hall   | Tony         |
| Kevin Benton      | Jack         |
| Bill Cross        | Freddie      |
| Marques Johnson   | Mel          |
| Robert Wuhl       | Marty        |